# Petroica archboldi
La petroica roquera (Petroica archboldi) es una especie de ave paseriforme de la familia Petroicidae. No tiene descritas subespecies.

## Distribución geográfica y hábitat
Es endémica de la provincia indonesia de Papúa. Habita en zonas rocosas de alta montaña (área de los montes Jaya y Trikora), por encima de la línea de árboles, entre los 3.800 y 4.100 metros.

## Estado de conservación
Se encuentra amenazada por la pérdida de su hábitat natural.